# 馬元規
马元规（6世纪？—618年），隋末唐初安陆人。
马元规开始以队正跟随李渊征伐，担任左领军府司马。义宁二年（618年）二月初四，李渊派马元规持节下南阳，攻取安陆及荆州、襄州。五月，山南抚慰使马元规在冠军击败朱粲。南阳郡丞呂子臧坚守不下，马元规遣使劝降，前后使者都被吕子臧所杀。隋炀帝被宇文化及弑杀后，武德元年（618年）六月，吕子臧归唐，拜为邓州刺史，封南阳郡公。吕子臧率所部数千人，与马元规并力攻打朱粲。
马元规不进军，吕子臧他劝马元规：“朱粲刚打了败仗，一战可擒。如果拖延，其部众逐渐收拢，力量增加粮食吃光，会跟我们死战，将成大患。”马元规没有采纳，吕子臧请求以本部兵马独攻朱粲，马元规也不许。不久，朱粲重振军势，在冠军称帝，进攻邓州。马元规撤到南阳。吕子臧捶胸责备马元规：“谋不见用，坐公死矣。”十月，朱粲围攻南阳，大雨冲毁城墙，吕子臧率麾下冲向敌人，战死。城池陷落，马元规也遇害。马元规得兵万余，但是无谋，至于败亡。